# 行衛
行衛（ぎょえ）は、埼玉県川口市の大字。郵便番号は333-0814。

## 地理
埼玉県川口市の北端に位置し、見沼代用水東縁の西側にあたる。さいたま市の境界と接している。全域が見沼田んぼの一部となっており、都市開発が行われていない。かつては北原台などが大字行衛の大部分を占めていたが住居表示実施に伴い分離した。芝川第一調節池の整備とともに陸地は減少傾向にある。南東約1 kmの赤堀用水路沿いの北川口陸橋付近には細長い飛地があり、人口の全てがこの飛地上の住宅地に密集している。
地内西部では芝川の調節池の開発が進み、大規模な工事が行われている。また、地区の東部では「見沼自然の家」を中心に見沼の自然を生かした教育も行われている。

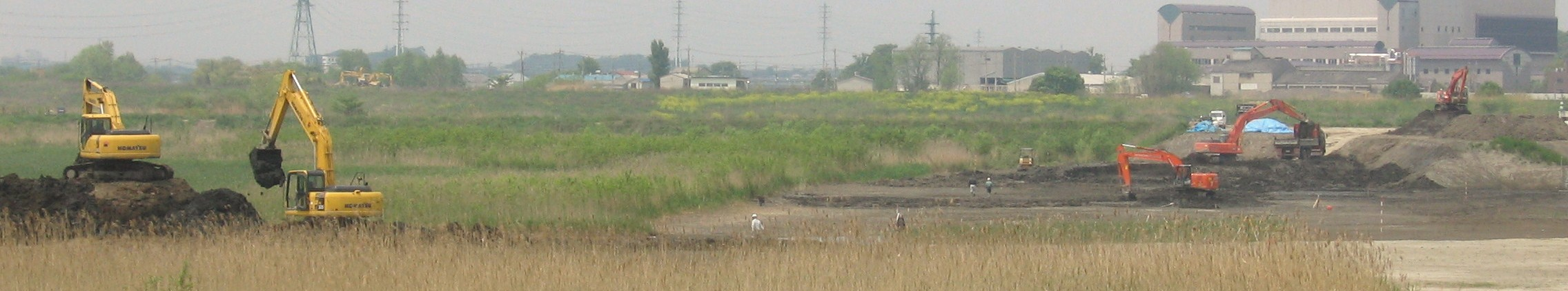
芝川第一調節池の開発 （2008年）

## 歴史
江戸時代には北原村の飛地として行衛の名がみられる。寛永10年（1633年）に北原村と合併するまでは独立した行衛村であった。1889年（明治22年）町村制が施行されると大門村の大字となった。かつては武州鉄道が通っており、行衛駅が置かれていた。
- 1956年（昭和31年） - 大門村が戸塚村・野田村と合併し美園村になった際に美園村大字北原の小字となる[4]。
- 1962年（昭和37年） - 美園村が川口市に併合された際にふたたび独立した大字となった[4]。
- 1963年（昭和38年） - 大字北原を編入。
- 1984年（昭和59年）10月1日  - 行衛の一部が戸塚四丁目の一部となる[10]。
- 1989年（平成元年） - 住居表示実施により大字行衛の大部分が北原台一丁目 - 三丁目、および差間三丁目の一部となった[4]。
- 2008年（平成20年） - 大字行衛の一部について住居表示を行い、それぞれ一部を戸塚四丁目、北原台一丁目・二丁目・三丁目、差間三丁目としている[11]。
- 2014年（平成26年）3月1日 - 行衛の一部（現在の戸塚南五丁目23番地の大半と24番地が該当）と戸塚の一部から戸塚南 （旧行衛地区は戸塚南五丁目）が成立[12]。

### 地名の由来
北原台や差間も含めた旧行衛村の範囲について行衛と呼ばれることもある。

## 世帯数と人口
2018年（平成30年）3月1日現在の世帯数と人口は以下の通りである。
| 大字 | 世帯数 | 人口  |
| ---- | ------ | ----- |
| 行衛 | 67世帯 | 150人 |

## 小・中学校の学区
市立小・中学校に通う場合、学区（校区）は以下の通りとなる。
| 番地          | 小学校             | 中学校             |
| ------------- | ------------------ | ------------------ |
| 536〜1543番地 | 川口市立差間小学校 | 川口市立神根中学校 |

## 交通
地内に鉄道は敷設されていない。

### 道路
- 東北自動車道
- 国道122号
- 都市計画道路南浦和越谷線
  - 北川口陸橋

## 施設
旧地名から採られた行衛公園などは北原台に属し、行衛には属さない。
- 見沼自然の家
- 芝川第一調整池（一部）